# Geogarypus mirei
Geogarypus mirei är en spindeldjursart som beskrevs av Jacqueline Heurtault 1970. Geogarypus mirei ingår i släktet Geogarypus och familjen Geogarypidae. Inga underarter finns listade i Catalogue of Life.